# Далеки (Рамешковский район)
Далеки — деревня в Рамешковском районе Тверской области.

## География
Находится в восточной части Тверской области на расстоянии менее 1 км на северо-запад по прямой от районного центра поселка Рамешки.

## История
Известна с 1627—1629 годов как пустошь, «что было село Нагорное» (Рамешки). В 1678 году в деревне Далеки вотчины Троице-Сергиева монастыря — 3 крестьянских двора. В 1709 году — 2 крестьянских и 1 бобыльский двор. В 1859 году в государственной русской деревне Далеки — 25 дворов, в 1887 — 35. В советское время работали колхозы «Льновод» «Новая жизнь». «Трудовик». В 2001 году в деревне 28 домов постоянных жителей и 14 домов — собственность наследников и дачников. До 2021 входила в сельское поселение Высоково Рамешковского района до их упразднения.

## Население
Численность населения: 8 человек (1709 год), 167 (1859 год), 196 (1887), 71 (1989), 53 (карелы 74 %) в 2002 году, 58 в 2010.